# Andraž Žinič
Andraž Žinič, slovenski nogometaš, * 12. februar 1999, Ljubljana.
Andraž se je rodil v Ljubljani, živi pa v Žejah pri Komendi. Žinič je profesionalni nogometaš, ki igra na položaju branilca. Od leta 2024 je član slovenskega kluba Triglav Kranj. Pred tem je igral za slovenske klube Komenda, Domžale, Dob in Maribor. Skupno je v prvi slovenski ligi odigral več kot 100 tekem. Bil je tudi član slovenske reprezentance do 17, 18 in 21 let.